# Andrena oedicnema
Andrena oedicnema är en biart som beskrevs av Warncke 1975. Andrena oedicnema ingår i släktet sandbin, och familjen grävbin. Inga underarter finns listade i Catalogue of Life.